# Khan Theatre
Le Khan Theatre est le seul théâtre de répertoire de Jérusalem. Il est situé près de l’ancienne gare centrale désaffectée, dans un ancien caravansérail (khan).

## Histoire
Le Khan Theatre a ouvert le 26 octobre 1967, à l’initiative du maire de Jérusalem, Teddy Kollek. 
Le premier directeur artistique était Phillip Diskin ; mais, au bout d’un an, la compagnie théâtrale s’est dispersée et le bâtiment a servi à différents événements culturels comme le théâtre et les concerts. Début 1973, une nouvelle compagnie théâtrale a été fondée. Parmi les directeurs artistiques figurent : Michael Alfreds, Ilan Ronen, Ada Ben Nahum, Yossi Izraeli, Amit Gazit, Eran Niall et Ofira Henig.

## Productions
Le théâtre produit 3 ou 4 nouveaux spectacles par an. L’actuel directeur artistique est Michael Gurevich, qui écrit et dirige certaines pièces. Ces dernières années, on compte parmi ses productions remarquables : "A passing shadow" (2000), "War on Home" (2002), "L’Avare" (2003), "Happiness" (2004), "Life Is a Dream" (2005). Le théâtre a quelque 200 représentations par an à domicile et environ 70 dans d’autres salles, surtout dans l’Auditorium Mann du complex du Jerusalem Theater.
Le Khan Theatre est une association à but non lucratif. Le comité exécutif du théâtre se compose de personnalités publiques et de représentants des organisations qui le financent : la municipalité de Jérusalem, la Jerusalem Foundation et le Ministère de la culture et des sports . 
De 1998 à 2001, le Khan Theatre a accueilli le festival international de musique de chambre.
Le bâtiment du Khan comprend deux salles : la salle principale de 238 sièges, où la plupart des principales productions théâtrales sont présentées, et une seconde salle de 70 sièges utilisée pour des concerts et des réunions.

## Le bâtiment du théâtre

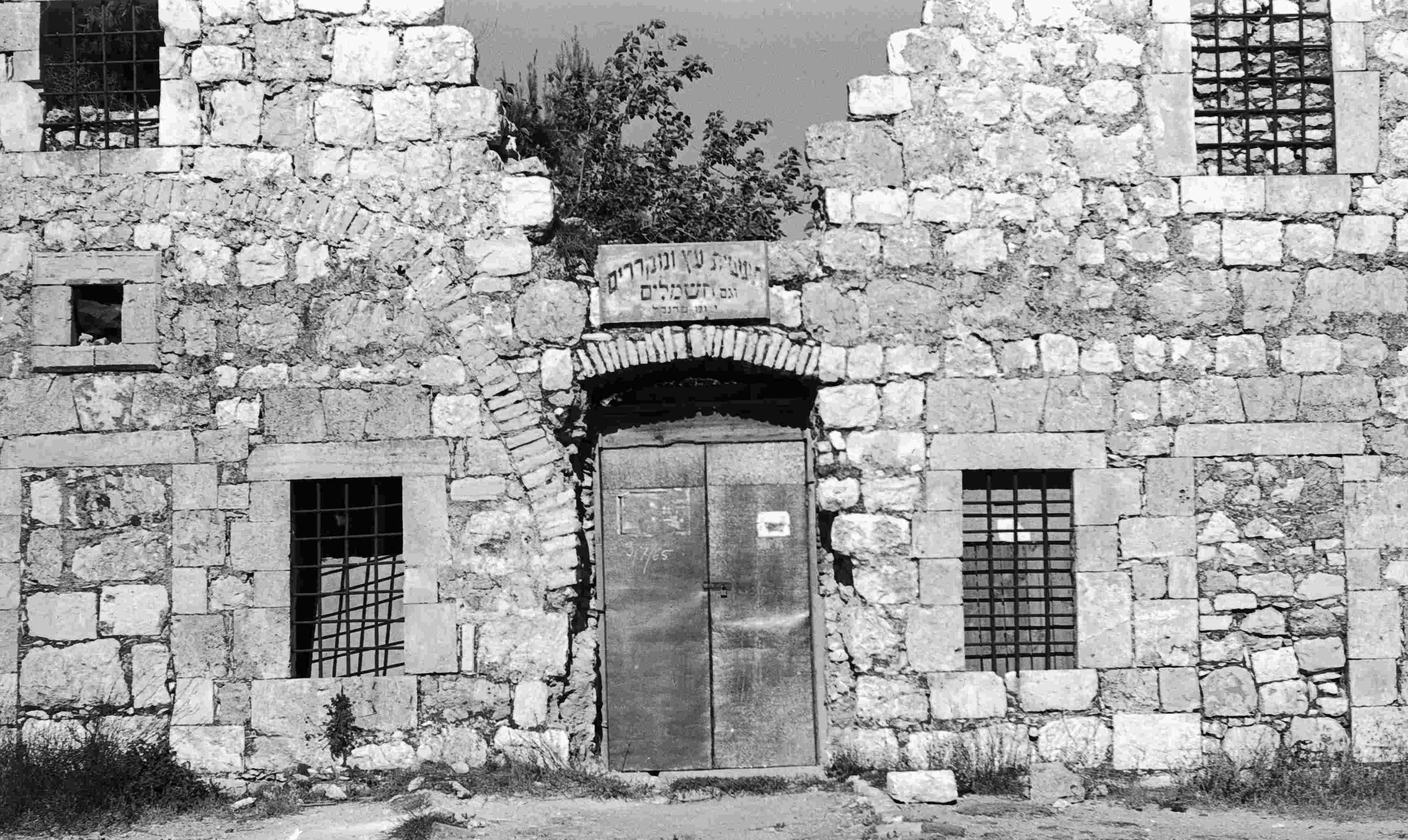
Entrée sud-ouest du Khan Theatre avant sa reconstruction. Le panneau indique : "usine de bois et de réfrigérateurs, également électriques"

Le bâtiment du théâtre a été construit pendant la période ottomane comme usine de production de soie. Plus tard, il a été transformé en auberge, utilisée comme halte de nuit des convois de pèlerins, les protégeant des attaques de voleurs, fréquentes dans la région.
L’auberge servait principalement à des pèlerins chrétiens partis de Jérusalem pour la Basilique de la Nativité de Bethléem et pour Hébron, mais aussi à des pèlerins juifs partis de Jérusalem pour le Tombeau de Rachel à Bethléem et le Tombeau des Patriarches à Hébron. De plus, elle servait les convois qui arrivaient à Jérusalem de nuit, après la fermeture des portes de la vieille ville de Jérusalem, qui avait lieu habituellement tous les soirs au coucher du soleil, l’ouverture ayant lieu le lendemain au lever du soleil.